# أحمد خميس (ممثل إماراتي)
أحمد خميس علي ممثل إماراتي (20 ديسمبر 1993) من الإمارات العربية المتحدة من مواليد إمارة أبوظبي اشتهر عبر برنامج عرب كاستنج.

## حياته
ولد في مدينة الخزنة (أبوظبي) فقد أحمد عائلته عندما كان مولودًا جديدًا،   فقد نشأ في دار الأيتام، دار زايد للرعاية الأسرية، على يد الشيخ زايد بن سلطان آل نهيان مؤسس دولة الإمارات العربية المتحدة، وقد تم إنشاؤه على نفقته الخاصة في منطقة الخزنة في عام 1988. أحب أحمد التمثيل منذ أن كان في التاسعة من عمره، وتولى عرضه الأول أمام الشيوخ في نادي ضباط القوات المسلحة في عام 2003.

## مشواره المهني
عشق التمثيل منذ الصغر، وخجله الشديد هو ما دفعه إلى الاستمرار فيه، خصوصاً أنه الشيء الوحيد الذي أخرجه من حالة الخجل الذي عاش فيها طوال الوقت، بدء مجاله ببرنامج المواهب، عندما قدم مشهد مؤثر جداً بكى على أثره الحضور ولجنة الحكم الذين وقفوا تحية وتقدير له، بل وصعد بعضهم إليه مثل الفنان باسل خياط على خشبة المسرح ليحتضنه ويقول له: أنت موهبة عظيمة ولك مستقبل كبير في مجال التمثيل، ونحن جميعاً أخوانك وعائلتك. ومن ثم قدم أعمالا مثل شغالتنا أرجنتينية 

## الحياة الشخصية
قابل زميلته مشاعل الشحي ، الذي تسببوا في ضجة إعلامية وخطفوا قلوب الجماهير بعد ان خطبها على خشبة المسرح أمام الجمهور بشكل مفاجئ ورومانسي.  أخرج أحمد خميس خاتم الخطبة من علبته، وقال لها: “عندنا عادات وتقاليد فأننا لن أضع الخاتم في يدك.. خذيه وأنا سأضع خاصتي.. مشاعل لم تأخذني بشكلي بل بشخصيتي.. أنتظر أن تقولي نعم أنا موافقة”.
فردت العروس: “أحمد أنا قلت لك من قبل.. أنا أكون لك أخت.. أكون لك أم.. أكون لك كل شيء” ثم انخرطت في البكاء بسبب فرحتها الغامرة وحيائها من الموقف المفاجئ. 

## أعماله

### فيالسينما
- 2020: ثم من بعدك
- 2018: شغالتنا أرجنتينية [10]
- 2018: حتى منتصف الليل

### فيالتلفزيون
- 2019: مسلسل اختراق
- 2018: بيت الفن
- 2017: تحدي بن 10
- 2017: افتح يا صندوق